# 石排頭
石排頭（英語：Shek Pai Tau）是香港新界屯門的一個地區，位於屯門新墟和屯門河的西面，即石排頭路和杯渡路之間一帶。現時，該地區主要用作工業用途，即屯門工業區的北面部份。其他部份則發展作私人住宅，包括大興花園、康德花園和翠林花園。

## 歷史
石排頭是屯門河河畔的一個地方，早於20世紀前已有人定居。1900年代初，該地正式立村，是為河田村（英語：Ho Tin）。河田村居民雜姓，以聶氏為首。河田村的範圍覆蓋石排頭至菠蘿山東麓，較多人居住在改道前的屯門河河畔，背靠石排頭一小山，另外有十數戶居於菠蘿山東麓，兩部份之間是一大片農田。
二十世紀初，青山陶業（1927年）和南華磚廠（1930年）相繼於石排頭的後山設廠，山上成為採石、採泥場，又引路軌出屯門河畔運送材料。
戰後，不少內地僑民在石排頭搭建寮舍定居。1960年代末，政府將屯門河拉直，並將石排頭對出的基圍填平，以發展工業區。1978年，河田村被清拆，雖然部份河田村居民擁有原居民身份，但由於河田村立村時間晚於1898年租借新界，河田村被政府定為非原居民村落，未能像其他屯門原居民村落一樣重建新村。
河田村石排頭部份後來發展成今日河田街西面一帶的工業大廈，菠蘿山部份則發展為公共房屋山景邨。只有菠蘿山東麓較高一小部份的河田村獲保留至今，仍有十數戶居住至今。原居民獲分新墟村一帶的土地建屋，其他居民則獲安置到大興邨和友愛邨。 

## 外部連結
- 居民代表選舉河田村（屯門）的劃定現有鄉村範圍（2019至2022年） （页面存档备份，存于）